# 216

## Nașteri
- 14 aprilie: Mani  (d. 274)
- dată necunoscută: Gaius Iulius Verus Maximus  (d. 238)